# منبع‌شناسی تیموری
منبع‌شناسی تیموری شامل کتب و اسنادی است که تاریخ دوره تیمور گورکانی و جانشینان او در قالب سلسلهٔ تیموریان در ایران را توصیف می‌کنند. لازم است ذکر شود که منبع‌شناسی گورکانی با تمرکز بر گورکانیان هند، انشعابی مستقل از این مبحث می‌باشد.

## تاریخ عمومی
تواریخ عمومی کتبی هستند که وقایع عالم را از دوره آفرینش تا عصر خود مکتوب کرده‌اند. این کتب بنا بر سنت تاریخ‌نگاری کلامی-دینی هستند و تا دوره قاجار ادامه دارند.
مورخانی مانند نظام‌الدین شامی، شرف‌الدین علی یزدی، میرزا حیدر دوغلات، علی‌اکبر ختایی، خواجه غیاث‌الدین نقاش و عبدالرزاق سمرقندی در این دوره نوعی از تاریخ عمومی به نام «تاریخ جهانی» را ادامه داده‌اند. برخی دیگر نیز مانند فصیحی خوافی نوعی دیگر به صورت «سالنامه» نوشتند.
مهمترین نویسنده تیموری تواریخ عمومی حافظ ابرو است. وی کتاب مجمع التواریخ السلطانیه را در چهار جلد نوشت که جلد آخر پیرامون دودمان تیموری است و تا سال ۸۳۰ هجری ادامه دارد. این جلد آخر زبدة التواریخ نام دارد.
معینی نطنزی نیز کتابی تحت عنوان منتخب التواریخ را نوشت که دو شکل مختلف از آن موجود است. این اثر در حدود ۸۱۷ هجری تکمیل شد. این کتاب از منابع مغولی-ترکی استفاده کرده لیکن از آن‌ها نام نبرده با این حال اطلاعات ارزشمندی در این باره دارد.
فصیح خوافی نیز کتابی شامل یک مقدمه دو مقاله و یک خاتمه به نام مجمل التواریخ دارد. این کتاب در ۸۴۵ هجری به رشته تحریر درآمد.
میرخواند نیز کتاب روضه الصفا را در این دوره نوشت که به سال ۹۰۴ تقدیم به امیر علیشیر نوائی شد. خواندمیر هم کتاب حبیب السیر ر نوشت.
شهاب‌الدین یزدی هم کتاب جامع‌التواریخ حسنی را به بایسنغرا تقدیم کرد.
تاریخ خیرات اثر محمد بن فضل‌الله موسوی، کتاب تاریخ کبیر اثر جعفر بن محمد بن حسن جعفری، اکمل التواریخ اثر جعفری، و همچنین الفصول السلطانیه که نویسنده‌اش مشخص نیست، از دیگر تواریخ عمومی این دوره هستند.

## تک‌نگاری و تاریخ دودمانی
این دسته از منابع تنها به زندگی یک پادشاه یا یک سلسلهٔ حکومتی پرداخته‌اند و با تقدیم به همان حاکم، پاداشی برای نویسندهٔ خود به ارمغان آوردند. از جمله کتب این گونه، تک‌نگاری مرتبط با زندگی و فتوحات تیمور است مانند روزنامه غزوات هند، ظفرنامه شامی، ظفرنامه یزدی، و عجائب المقدور ابن عربشاه.
همچنین کتبی مانند شیبانی نامه اثر بنایی هروی و تاریخ رشیدی اثر میرزا حیدر دو غلات پیرامون حکومت‌های معاصر هستند.
عبدالرزاق سمرقندی علاوه بر تاریخ معاصر خود، کمی دربارهٔ پیشینه حکومت‌ها و تاریخ منطقه نیز در مطلع السعدین نگاشته‌است.

## تاریخ محلی
نوشتن کتاب‌های تاریخ محلی مرتبط با مناطق و شهرها، از دورهٔ میانه در ایران رواج داشته و در آن‌ها مطالب گوناگونی آورده شده‌است.
تاریخ شمال ایران مانند ظهیرالدین مرعشی و اولیاالله آملی از این جمله هستند.
تاریخ قم نیز توسط حسن بن محمد بن حسن قمی در این دوره ترجمه شد و مطالبی بر آن افزوده گشت.
تاریخ یزد و تاریخ جدید یزد هم در این دوره نوشته شدند و تا سال ۸۶۲ هجری وقایع این شهر را شرح داده‌اند.
تاریخ هرات و شیرازنامه از دیگر کتب تاریخ محلی این دوره می‌باشند.